# Symposion Deutschdidaktik
Das Symposion Deutschdidaktik e.V. (abgekürzt SDD) ist eine wissenschaftliche Gesellschaft im Bereich der Germanistik. Sie wurde 1989 in Wiesbaden gegründet, zunächst als Trägerverein zu einer schon bestehenden regelmäßigen Tagungsreihe, deren Name als Name der Gesellschaft übernommen wurde. Ziele der Gesellschaft sind: die Förderung des wissenschaftlichen Austausches unter den Mitgliedern, Nachwuchsförderung und die Förderung und Publikation von wissenschaftlichen Arbeiten im Bereich der Deutschdidaktik, Information und Beratung für Institutionen der Bildungspolitik und die Öffentlichkeit sowie die allgemeine Interessenvertretung gegenüber diesen. Mit Stand von Ende 2020 hatte der Verein etwa 1100 Mitglieder.

## Mitgliedschaft
Mitglieder können alle Personen werden, die im Bereich der Deutschdidaktik wissenschaftlich arbeiten. Die Mitglieder kommen vorwiegend aus deutschsprachigen Ländern (Deutschland, Österreich, Schweiz).

## Aktivitäten
Die Gesellschaft richtet alle zwei Jahre an wechselnden Universitäten mehrtägige Symposien aus, in deren Rahmen auch die Mitgliederversammlung stattfindet und auf denen der Förderpreis Deutschdidaktik durch die Stiftung Deutschdidaktik und der Friedrich-Preis durch die Friedrich-Stiftung vergeben werden.
In der Zeit zwischen den Tagungen organisieren sich die Aktivitäten in Form einzelner thematischer Arbeitsgemeinschaften, beispielsweise zu Themen wie Leseverstehen, Literaturdidaktik, Grammatikdidaktik, Schriftspracherwerb, Deutsch als Zweitsprache und anderen. Für die Förderung des wissenschaftlichen Nachwuchses gibt es ein eigenes Nachwuchsnetzwerk.
Das Symposion Deutschdidaktik arbeitet eng mit anderen Fachgesellschaften zusammen, z. B. mit den beiden Teilverbänden des Deutschen Germanistenverbands, d. h. mit dem Fachverband Deutsch und mit der Gesellschaft für Hochschulgermanistik.
Das Symposion Deutschdidaktik ist Mitglied der Gesellschaft für Fachdidaktik (GFD), dem Dachverband der fachdidaktischen Fachgesellschaften in Deutschland. Es wirkt im Gremium für Schulgrammatische Terminologie mit, das am Leibniz-Institut für Deutsche Sprache in Mannheim angesiedelt ist. Ebenfalls entsendet es Mitglieder in den Rat für deutsche Rechtschreibung.

## Publikationen
Die im Schneider Verlag Baltmannsweiler halbjährlich erscheinende Zeitschrift Didaktik Deutsch veröffentlicht theoretische und empirische wissenschaftliche Arbeiten, Rezensionen und Tagungsberichte. Sie ist organisatorisch selbständig, wird aber unter dem Dach der Gesellschaft herausgegeben und von ihr finanziert, die Redaktion wird an den Sitzungen der Vereinsgremien beteiligt.